# Шарж

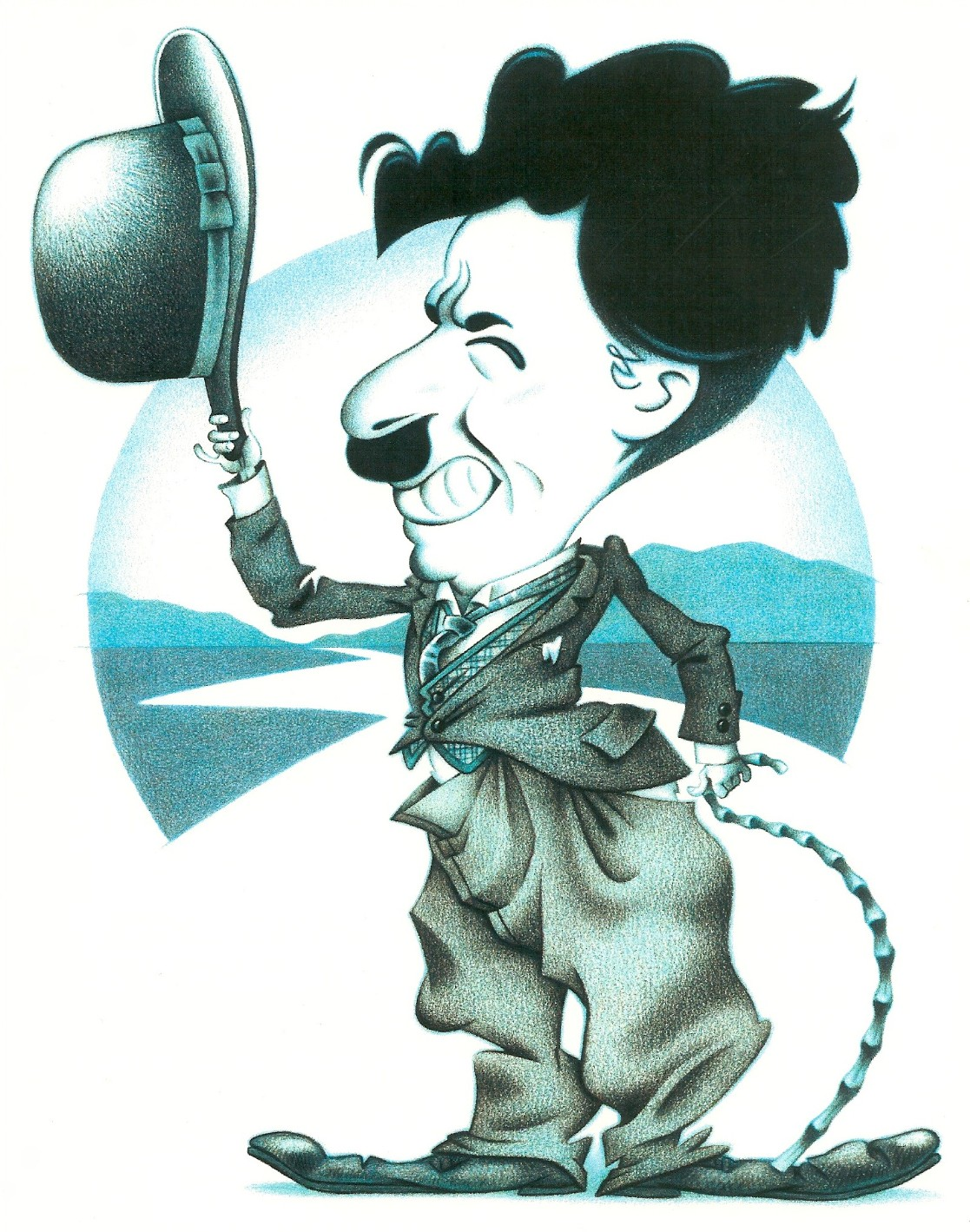
Шарж на Чарли Чаплина

Шарж (фр. charge, charger — преувеличение) — в искусстве и литературе неправдоподобное преувеличение в обрисовке лица или явления, разновидность карикатуры; сатирическое или добродушно-юмористическое изображение (обычно портрет или внешний вид), описание (в литературе), в котором при соблюдении внешнего сходства изменены и выделены наиболее характерные черты модели.
На рисунках-шаржах могут быть изображены люди, животные и различные предметы. Хотя шаржи и принято часто сравнивать с карикатурами, они, в отличие от неё, не высмеивают недостатки героя. Шаржи добродушны, заставляют людей улыбаться, но никак не зло посмеяться над изображаемыми.
Известные советские шаржисты-художники — Б. Е. Ефимов, И. И. Игин, Кукрыниксы, Н. Э. Радлов и другие.